# متحف وأرشيف تربية أربيل
يعتبر متحف وأرشيف تربية أربيل أحد أهم المتاحف الموجودة في مدينة أربيل، يقع بالقرب من قلعة أربيل والسوق الوطني الحديث، كان المبنى في السابق يشغله مدرسة أربيل الأولى التي تأسست سنة 1930 وهي أول وأقدم مدرسة في مدينة أربيل، رمم مبنى المدرسة وتحول إلى متحف تربوي، وقد افتتح عام 2013 .
كان السبب الرئيس وراء إنشاء المتحف هو الحفاظ على البناية القديمة لمدرسة أربيل الأولى وأرشفة المواد والكتب الخاصة بالتربية والتعليم في مدينة أربيل، والحفاظ على مقتنيات الطلبة التأريخية والأثرية والمكتبات القيمة التي تبرع بها بعض الشخصيات المهمة لاغناء المتحف مع عرض صور قديمة لمدينة أربيل التي جمعت من قبل طلاب المدرسة وأهالي أربيل وبعض المهتمين.

يوجد في المتحف لوحة كبيرة لطلاب من جنسيات مختلفة عاشوا في هذه المدرسة (مدرسة التعايش والتسامح) وهم (بابا شيخ صديق) الكردي (اسعد الراوي) العربي (أرنین كركوز) المسيحي (سيون ناحوم) اليهودي (صباح حكمت) التركماني.
تقام في المتحف سنوياً العديد من النشاطات من تكريم الكادر التدريسي والشعراء وتوزيع جوائز والندوات العلمية والاحتفالات الوطنية يلتقي الاساتذة وتلاميذهم يسترجعون فيه ذكريات سنوات طويلة، اما الزوار ففي ازدياد مستمر من طلاب الجامعات والمدارس ورؤساء القنصليات والباحثين والمهتمين بالتربية والتعليم.

## معرض الصور

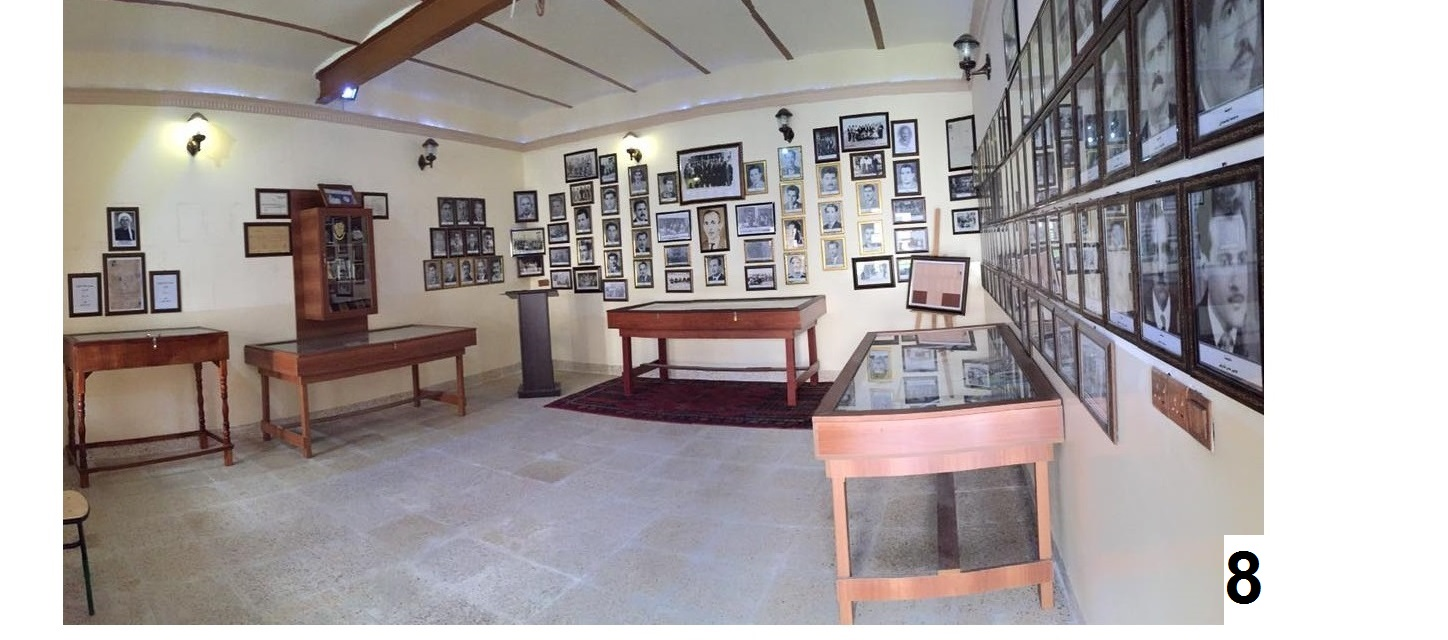
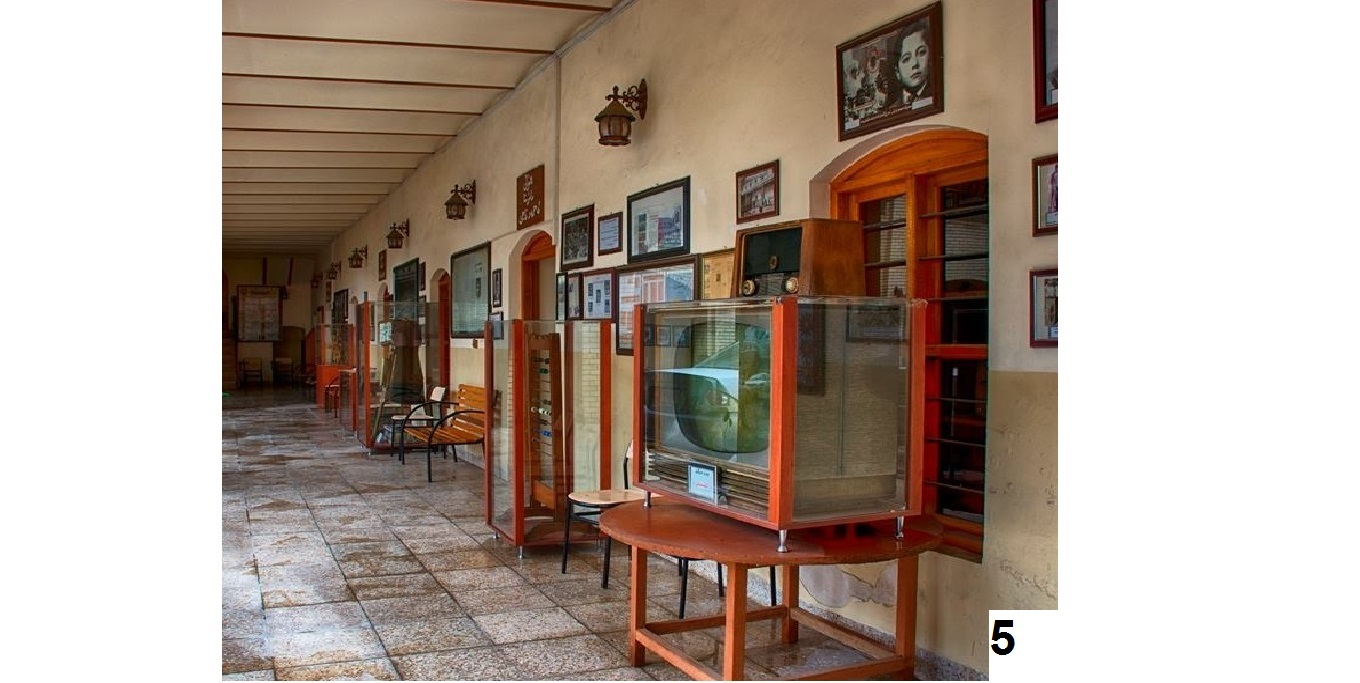
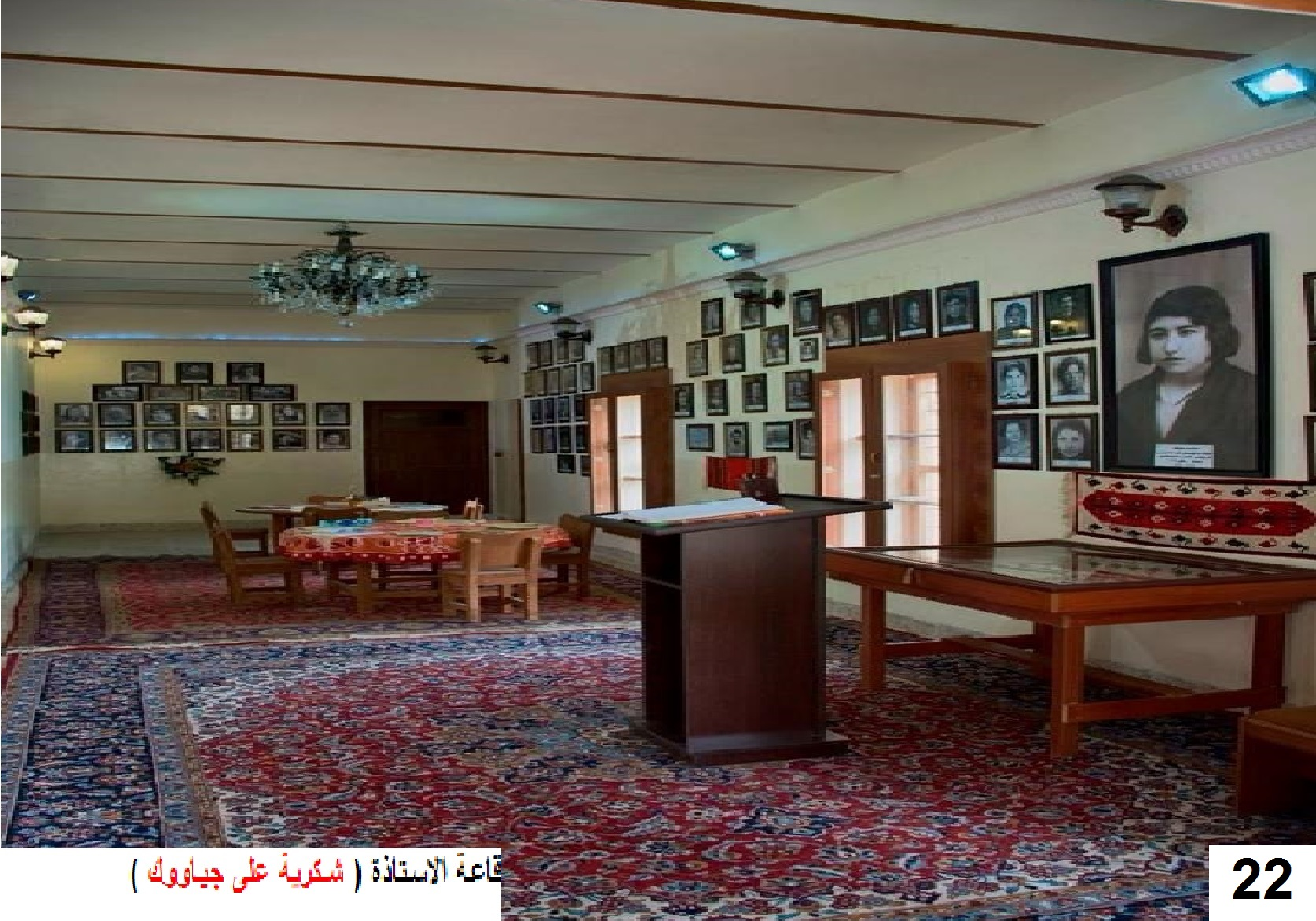